# Relations de réciprocité d'Onsager
En thermodynamique hors équilibre, les relations de réciprocité d'Onsager ou relations de réciprocité d'Onsager-Casimir caractérisent les coefficients phénoménologiques qui apparaissent dans les relations qui relient les flux de variables extensives caractérisant le système considéré aux affinités thermodynamiques correspondantes.
Elles ont été établies par Lars Onsager, en 1931 et précisées par Hendrik Casimir en 1945.
Comme d'autres relations de ce type, par exemple le principe de Curie, elles sont l'expression des propriétés d'invariance ou de symétrie de ces systèmes. Dans ce cas précis, il s'agit de l'invariance par renversement du temps.

## Exemple
Les exemples de relations flux-affinités sont très nombreux dans la physique. Ces relations peuvent être directes comme la relation flux de chaleur - gradient de température dans un milieu quelconque (conduction thermique, associée à la loi de Fourier), flux de masse - gradient de concentration des espèces dans un fluide (diffusion, associée à la loi de Fick). Mais il peut aussi y avoir des relations croisées flux de chaleur - gradient de concentration de masse (effet Dufour) et flux de masse - gradient de température (effet Soret).
Le problème est de savoir si tous les coefficients phénoménologiques qui apparaissent dans ces équations sont ou non liés entre eux.

## Potentiels thermodynamiques, affinités et flux

### Dans l'exemple précédent
Le potentiel thermodynamique fondamental est l'énergie interne {\displaystyle u}. Dans un système fluide, {\displaystyle u} dépend de la densité de matière {\displaystyle r} et de la densité d'entropie {\displaystyle S} de la façon suivante :
où {\displaystyle T} est la température et {\displaystyle m} le potentiel chimique. Nous pouvons écrire :
les quantités extensives {\displaystyle u} et {\displaystyle r} sont conservées et leurs flux satisfont aux équations de conservation :
où {\displaystyle \partial _{t}} indique la dérivée partielle par rapport à la variable t et {\displaystyle \nabla \cdot \mathbf {J} } la divergence du flux de densité {\displaystyle \mathbf {J} }.
Les gradients des variables conjuguées de {\displaystyle u} et de {\displaystyle r}, qui sont {\displaystyle 1/T} et {\displaystyle -m/T} sont les affinités thermodynamiques (en anglais thermodynamic forces) et elles provoquent l'apparition de flux des variables extensives correspondantes, mais également des termes croisés dans la relation entre affinités et flux :
La relation de réciprocité de Onsager établit la relation existant entre les coefficients cinétiques {\displaystyle L_{ur}} et {\displaystyle L_{ru}}.

### Formulation générale
Par la suite on adopte la convention de sommation d'Einstein.
Soit {\displaystyle E_{i}} un jeu de variables extensives dont dépend une entropie {\displaystyle S}. Dans l'analyse suivante, ces symboles réfèreront à la densité  de ces quantités thermodynamiques. Alors :
{\displaystyle \mathrm {d} S=I_{i}\,\mathrm {d} E_{i}\,,\quad I_{i}:={\frac {\partial S}{\partial {E_{i}}}}}
On définit ainsi les quantités intensives {\displaystyle I_{i}} conjuguées des quantités extensives {\displaystyle E_{i}}.
Les gradients de ces quantités sont les affinités :
{\displaystyle \mathbf {F} _{i}=\nabla I_{i}}
Les flux {\displaystyle \mathbf {J} _{i}} et les variables extensives {\displaystyle E_{i}} sont liés par les équations de continuité :
{\displaystyle \partial _{t}E_{i}+\nabla \cdot \mathbf {J} _{i}=0}
L'entropie étant une fonction régulière, on peut écrire pour des petits écarts à l'équilibre thermodynamique :
{\displaystyle \mathbf {J} _{i}=L_{ij}\,\mathbf {F} _{j}}
La production d'entropie s'écrit :
{\displaystyle \sigma =L_{jk}\,\mathbf {F} _{j}\cdot \mathbf {F} _{k}\geq 0}
On en déduit que la matrice des {\displaystyle L_{jk}} est définie positive et que les termes diagonaux {\displaystyle L_{jj}} sont positifs ou nuls.

## Relations d'Onsager-Casimir
La relation la plus générale est obtenue dans le cadre de la physique statistique hors d'équilibre et s'exprime sous la forme suivante :
| Le coefficient cinétique Ljk est tel que, en présence d’un champ magnétique B et d’une vitesse angulaire ω, le coefficient cinétique traduisant l’influence de l'affinité Fj sur le flux Jk est relié à celui qui traduit l’influence de l'affinité Fk sur le flux Jj par : {\displaystyle L_{kj}(\mathbf {B} ,{\boldsymbol {\omega }})=\epsilon _{j}\epsilon _{k}L_{jk}(-\mathbf {B} ,-{\boldsymbol {\omega }})} où {\displaystyle \epsilon =\pm 1} est la signature de la variable correspondante dans un retournement du temps : ε=1 si la variable est inchangée par l'opération {\displaystyle t\mapsto -t}, ε=-1 sinon. |

La démonstration des relations d'Onsager repose sur l'analyse des fluctuations cinétiques du milieu. Elle sera faite dans l'hypothèse où il n'y a ni rotation, ni champ magnétique.

### Les coefficients cinétiques
Soit xi l'écart à l'équilibre du aux fluctuations statistiques des N variables extensives Ei et dS(xi) l'écart à l'équilibre correspondant S(Ei) pour l'entropie. Cet écart est supposé suffisamment faible pour que l'on puisse linéariser les équations. La probabilité d'un ensemble d'écarts {xi} est proportionnelle au nombre de micro-états, donné par la loi de Boltzmann :
S est une fonction positive, concave, continûment différentiable et l'équilibre est défini par {\displaystyle \left.{\frac {\partial S}{\partial E_{i}}}\right|_{S=S_{0}}=0\,,\;\;\;\forall i}
On peut donc écrire un développement en série de Taylor conduisant à une distribution gaussienne :
la matrice β=(βik) est symétrique définie positive et la normalisation de p permet d'obtenir la constante :
Les quantités thermodynamiques conjuguées sont :
On peut exprimer sous forme de développement les dérivées temporelles et faire apparaître les coefficients cinétiques (β est inversible):

### Corrélations temporelles
Les relations ci-dessus permettent de calculer par intégration les corrélations temporelles entre xi et Yk :
Les xi sont des quantités microscopiques invariantes par renversement du temps (microréversibilité). On peut donc écrire leurs moyennes temporelles de la façon suivante :
En dérivant par rapport à τ et en faisant τ=0 dans l'expression obtenue il vient :
En remplaçant les dérivées par leurs valeurs ci-dessus on obtient :
or :
En faisant de même sur le second membre on obtient la relation de réciprocité d'Onsager :
Dans le cas où l'une des fluctuations xi change de signe par retournement du temps (microréversibilité), par exemple parce qu'elle est proportionnelle à une vitesse, la relation de corrélation devient :
D'où :
On peut généraliser simplement cela à un certain nombre de variables en introduisant la notion de signature par rapport à l'action de retournement du temps.
Lorsqu'un champ magnétique où une rotation est présente l'invariance n'est réalisée qu'à condition d'inverser le signe des vecteurs correspondants.